# الهشاشة البيضاء
الهشاشة البيضاء: لماذا يصعب على الأشخاص البيض التحدث عن العنصرية هو كتاب صدر عام 2018 من تأليف روبن ديانجيلو حول العلاقات العرقية في الولايات المتحدة. تُعد ديانجيلو أكاديمية ذات خبرة في تدريب التنوع، وقد ابتكرت مصطلح "الهشاشة البيضاء" في عام 2011 لوصف أي غريزة دفاعية أو رد فعل يواجهها الشخص الأبيض عند السؤال عن العرق أو عند تفكيره في عرقه الخاص. في الكتاب، تنظر ديانجيلو إلى العنصرية في الولايات المتحدة على أنها نظامية وغالبًا ما يتم إبقاؤها بصورة تلقائية من قبل الأفراد. وتوصي بعدم النظر إلى العنصرية على أنها ترتكب بشكل متعمد من قبل "أشخاص سيئين".
صدر الكتاب في 26 يونيو 2018، ودخل قائمة أكثر الكتب مبيعًا في صحيفة نيويورك تايمز في ذلك الشهر، وظل على القائمة لأكثر من عام، وشهد ارتفاعًا في الطلب خلال احتجاجات جورج فلويد التي بدأت في مايو 2020. وفي الطبعة المؤرخة 26 يوليو 2020، كان الكتاب في الأسبوع الـ97 من وجوده على القائمة في فئة "الأدب الغير خيالي بالنسخة الورقية"، حيث يحتل المرتبة الأولى. وقد تلقى الكتاب في مرحلة ما بعد النشر مراجعات إيجابية بشكل عام. وتلقى مراجعات مختلطة في أعقاب احتجاجات جورج فلويد بعد عامين فبعض المراجعين أشادوا بالكتاب لكونه مثير للتفكير وموجهًا، لكنهم وصفوه بأنه تشخيصي بدلاً من التركيز على الحلول. وانتقد بعض المراجعين الكتاب بأنه يقدم مزاعم كاذبة حول العرق والعنصرية في أمريكا، ويضع البيض في موقف يستخدم فيه أي شيء يقولونه ضدهم، ويتصرف بشكل طفولي تجاه السود، ولا يفعل شيئًا لتعزيز العدالة العرقية أو مكافحة العنصرية النظامية.

## خلفية
الكاتبة روبين دي أنجيلو هي أكاديمية بيضاء من الولايات المتحدة الأمريكية، عملت لمدة 20 عامًا في توفير التدريب على التنوع للشركات. في ذلك الوقت، اعتبرت نفسها "تقدمية"، ووجدت رؤيتها حول العرق تتغير بينما كانت تعمل مع أشخاص من اللون وتواجه العداء من البيض عندما تتحدث عن العرق خلال التدريبات. بعد خمس سنوات في العمل، بدأت دراسة الدكتوراه في التعليم المتعدد الثقافات في جامعة واشنطن. أصبحت دي أنجيلو أستاذة مدعومة في جامعة ويستفيلد ستيت، تعمل في مجالات تحليل الخطاب النقدي ودراسات البياض. يستند كتاب "الهشاشة البيضاء" بشكل كبير إلى تجاربها في وظيفتها في التدريب على التنوع. يستهدف الكتاب جمهورًا أبيضًا.
وقد ابتكرت دي أنجيلو مصطلح "الهشاشة البيضاء" في عام 2011 لوصف سلوك الدفاع عن النفس من قبل شخص أبيض عندما يتم استجواب تصوره للعنصرية. يعد كتاب "الهشاشة البيضاء" الكتاب الثالث لدي أنجيلو بعد "ماذا يعني أن تكون أبيض؟: تطوير الثقافة العنصرية لدى الأبيض" الذي صدر في عام 2012. تم نشر "الضعف الأبيض" في 26 يونيو 2018 من قبل دار النشر "بيكون بريس". ولمرافقة الكتاب، تقدم موقع بيكون بريس: دليل قراءة من دي أنجيلو وأوزلم سينسوي، ودليل مناقشة للمعلمين من فاليريا براون، ودليل مناقشة لاجتماعات اتحاد الجامعات العالمية الوحدوية.

## ملخص

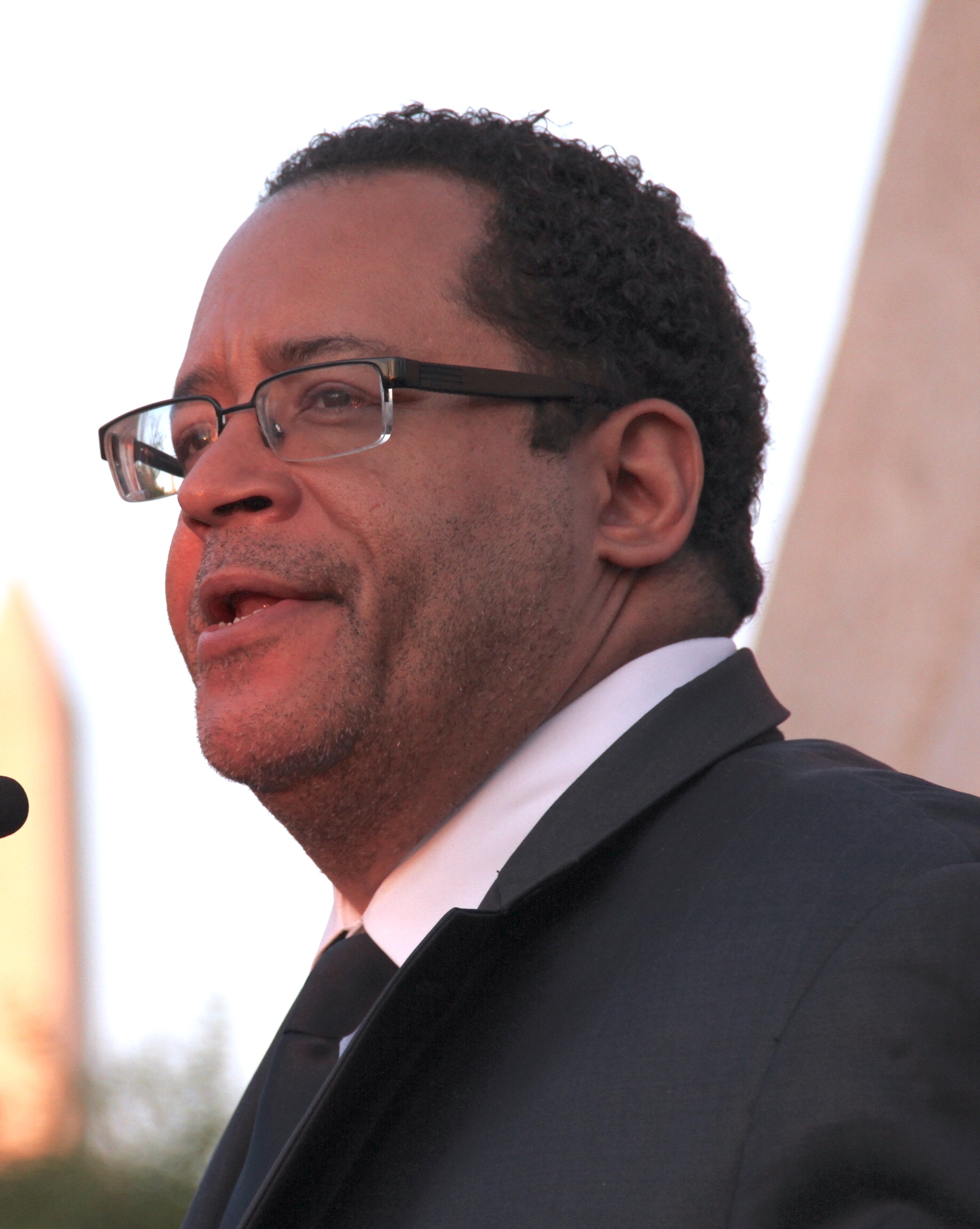
مايكل إريك دايسون يحضر وقفة احتجاجية على ضوء الشموع في الذكرى الرابعة والأربعين لاغتيال مارتن لوثر كينغ الابن

يفتح الكتاب مقدمة من الأكاديمي الأمريكي الأسود مايكل إريك دايسون. يصف ديأنجيلو الهشاشة البيضاء بأنها رد دفاعي من قبل شخص أبيض عندما يتم تسليط الضوء على بياضهم أو ذكر عالمهم العرقي، أو تتحدى عالمهم العرقي، سواء كان هذا الرد استجابة واعية أو غير واعية. وتعطي أمثلة بما في ذلك رجل أبيض يتهم شخصًا ما بـ "لعب بطاقة العرق" أو امرأة بيضاء تبكي لتجنب الصراع. تقترح ديأنجيلو أن الناس البيض يعتادون على مشاهدة أنفسهم على أنهم "غير عرقيين" أو العرق الافتراضي، وبالتالي فهم معزولون عن مشاعر الانزعاج العرقي. وتصف العنصرية على أنها منهجية بدلاً من صريحة وواعية، معتبرة أن الفصل العرقي شكل الولايات المتحدة. وتشير إلى الأبحاث التي أظهرت أن الأطفال من سن أربع سنوات وما فوق يظهرون تحيزًا قويًا ومتسقًا لصالح البيض ومعاداة شديدة للرجال السود.
تقول ديأنجيلو إن الناس يربطون العنصرية بالمتطرفين مثل النازيين الجدد أو اصحاب عقيدة سيادة البيض الذين يصفونهم بأنهم "أشخاص سيئون"، ويستنتجون أنهم "أشخاص جيدين" ولا يمكنهم أن يكونوا عنصريين. وتنتقد الليبراليين البيض، مؤكدةً أن الناس البيض الذين يعتبرون أنفسهم "متقدمين" يرون أنفسهم "واعيين لغياب المساواة الاجتماعية" لتجنب التساؤل عن أي مسألة تتعلق بالعنصرية في أنفسهم. تصف هذه الردود بـ "العنصرية المنفرة" وتكتب أنها تمنع الناس من التعامل مع التحيز العنصري اللاواعي، الذي تعتقد أنه موجود لدى الجميع. وبالمقابل، تستخدم مصطلح "العنصريون المعلنون" للإشارة إلى أولئك الذين تعتقد أنهم يرتكبون العنصرية عمدًا.
تكتب الكاتبة أن "العمى اللوني"، هو فكرة أنه لا يجب أن يلاحظ أو يفكر في عرق الشخص، لا يساعد كما يمنع الناس من فهم كيف أن العرق له دور في العالم الحالي. وتنتقد الفردانية، والحلم الأمريكي، والمفهوم الفلسفي للموضوعية، وتروج بدلاً من ذلك للفائدة العامة. تصف الكتاب إعدام إيميت تيل في عام 1955، وهو طفل يبلغ من العمر 14 عامًا اتهم بتحرش بامرأة بيضاء. وتستخدم أيضًا مثال جاكي روبنسون، أول لاعب أمريكي أفريقي في البيسبول الرئيسي في العصر الحديث (1901 -). تقول ديأنجيلو إن الصورة النمطية للرجل الأسود على أنه عنيف وخطير غير صحيحة وتستخدم لتبرير استمرار الوحشية العنصرية.